# Tâm lý bài Việt Nam

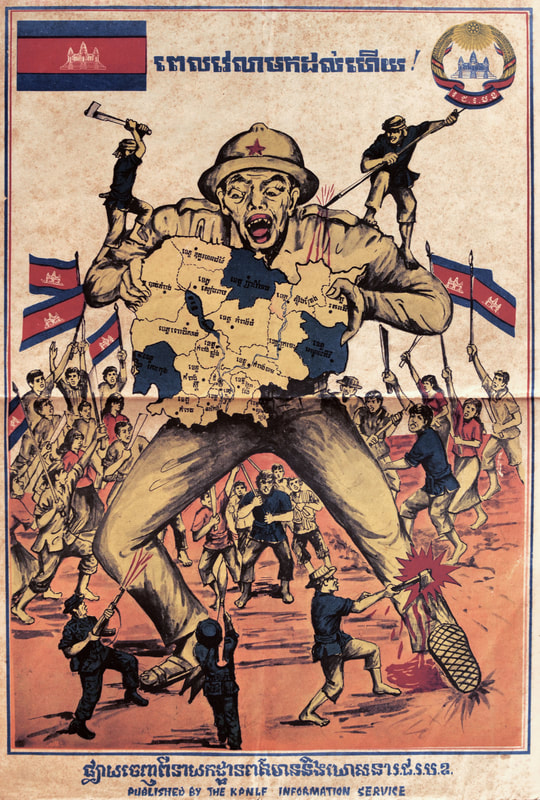
Tranh tuyên truyền chống Việt Nam của lực lượng KPNLF (Campuchia).

Chủ nghĩa bài Việt Nam là những hành vi có tính bài xích, phân biệt đối xử, khủng bố và quan điểm chống Việt Nam, từ chính trị, dân tộc đến văn hóa quốc gia của người Việt Nam.
Các hành vi bài Việt Nam bao gồm:
- Các chiến dịch trấn áp và tàn sát người Việt có quy mô.
- Phân biệt chủng tộc chống Việt Nam.
- Văn hóa bài xích chống Việt Nam.
- Cái nhìn tiêu cực về người Việt Nam trong văn hóa đại chúng.

## Lịch sử
Trong Chiến tranh Tống-Lý vào thế kỷ 11, khi người từ Việt Nam tràn vào nam Trung Quốc, hạ quân Tống ở Ung Châu và tàn phá rất nhiều vùng đất phía nam nhà Tống. Điều đấy đã kích động tâm lý bài Việt Nam trong con mắt của người Trung Hoa, và gia tăng tâm lý phẫn nộ sau cuộc chinh phạt trả thù thất bại của nhà Tống. Khi Nguyễn Trãi viết Bình Ngô đại cáo, ông có nhắc đến các hành vi tàn bạo của người Trung Hoa với người Việt trong Thời kỳ Bắc thuộc lần thứ tư, như ăn tươi nuốt sống và tàn sát người vô tội có tổ chức; đến nay những hành vi đó vẫn được xem là điển hình của tư tưởng bài Việt.
Bài Việt Nam không chỉ giới hạn ở Trung Quốc mà nó cũng mở rộng ra các nước khác theo thời gian như Mã Lai, với những cuộc xung đột trên biển giữa các vương triều Hồi giáo người Mã và người Việt theo Nho giáo; với Lào (Lan Xang) vì hiềm khích quá khứ; nhưng nổi bật hơn cả là ở Campuchia, do Việt Nam có khá nhiều hiềm khích với người dân Campuchia. Sau khi để mất vùng Châu thổ sông Cửu Long vào tay Việt Nam, nổi lên theo đó là tư tưởng chống người Việt bởi khá nhiều người Campuchia xem Việt Nam là kẻ cướp phá và chiếm đất Campuchia, cũng như ảnh hưởng từ Việt Nam vào Campuchia. Những điều đó thường xách động tâm lý chống Việt Nam ở Campuchia có quy mô lớn, biểu tình, bạo loạn, cho tới diệt chủng. Chế độ Lon Nol cũng như Khmer Đỏ về sau đều sử dụng lý do về bành trướng từ Việt Nam để tiến hành thảm sát người Việt với quy mô lớn.
Ngoài Campuchia, Thái Lan cũng là quốc gia có cái nhìn ác cảm về Việt Nam, do Việt Nam từng chinh phạt và chiếm Bắc Xiêm trong quá khứ. Chính những điều này dẫn đến các hành vi xung đột quân sự chống Việt Nam bởi nhà Ayutthaya và Vương triều Chakri, và những cuộc chiến đó thường xách động tới tranh giành quyền lực giữa hai bên. Chính những điều này làm tư tưởng chống Việt Nam gia tăng cho tới khi Việt Nam bị Pháp chiếm. Về sau, cái nhìn chống Việt Nam thường ít được để ý tới ở Thái Lan cho tới khi kết thúc Chiến tranh Việt Nam, gây ra nỗi lo lớn về nguy cơ từ "bành trướng Việt Nam", đặc biệt khi Khmer Đỏ sụp đổ.
Người Pháp cai trị Đông Dương, tuy coi người Việt Nam là dân tộc văn minh có dân số đông, có nhiều phẩm chất tốt và có vai trò lớn trong khu vực, song cũng có cái nhìn phân biệt chủng tộc người Việt, coi người Việt là dân "Annamite" theo khía cạnh miệt thị. Khi Đế quốc Nhật Bản chiếm Việt Nam, Nhật Bản gây ra Nạn đói năm Ất Dậu làm chết nhiều người. Trong khi đó, khi xảy ra chiến tranh Việt Nam, lính Hoa Kỳ và đồng minh tham chiến cũng mang những hành động bài Việt, mặc dù lệ thuộc theo nhóm, như "gook" cho tới Thảm sát Mỹ Lai.
Về sau, do Chiến tranh biên giới Việt–Trung và Chiến tranh biên giới Tây Nam, tư tưởng bài Việt Nam bùng phát quy mô lớn. Trung Quốc xem Việt Nam là côn đồ, tiểu bá, có tham vọng bành trướng trong khu vực. Ngoại trừ khối cộng sản Đông Âu và Liên Xô, thì trải dài từ Trung Quốc cho tới các quốc gia Đông Nam Á  cả các quốc gia cộng sản châu Á như Cộng hòa Dân chủ Nhân dân Triều Tiên đều có những hành vi kêu gọi cấm vận, bài xích, trừng phạt Việt Nam cũng như ủng hộ các thủ lĩnh chống Việt Nam như Norodom Sihanouk vì nghi ngờ Việt Nam muốn lập một Międzymorze chống Trung Quốc.